# Euphemia Irvine
Euphemia Irvine (28 août 1924 - 2 septembre 2018) est la première femme pasteur de l'Église d'Écosse.

## Biographie

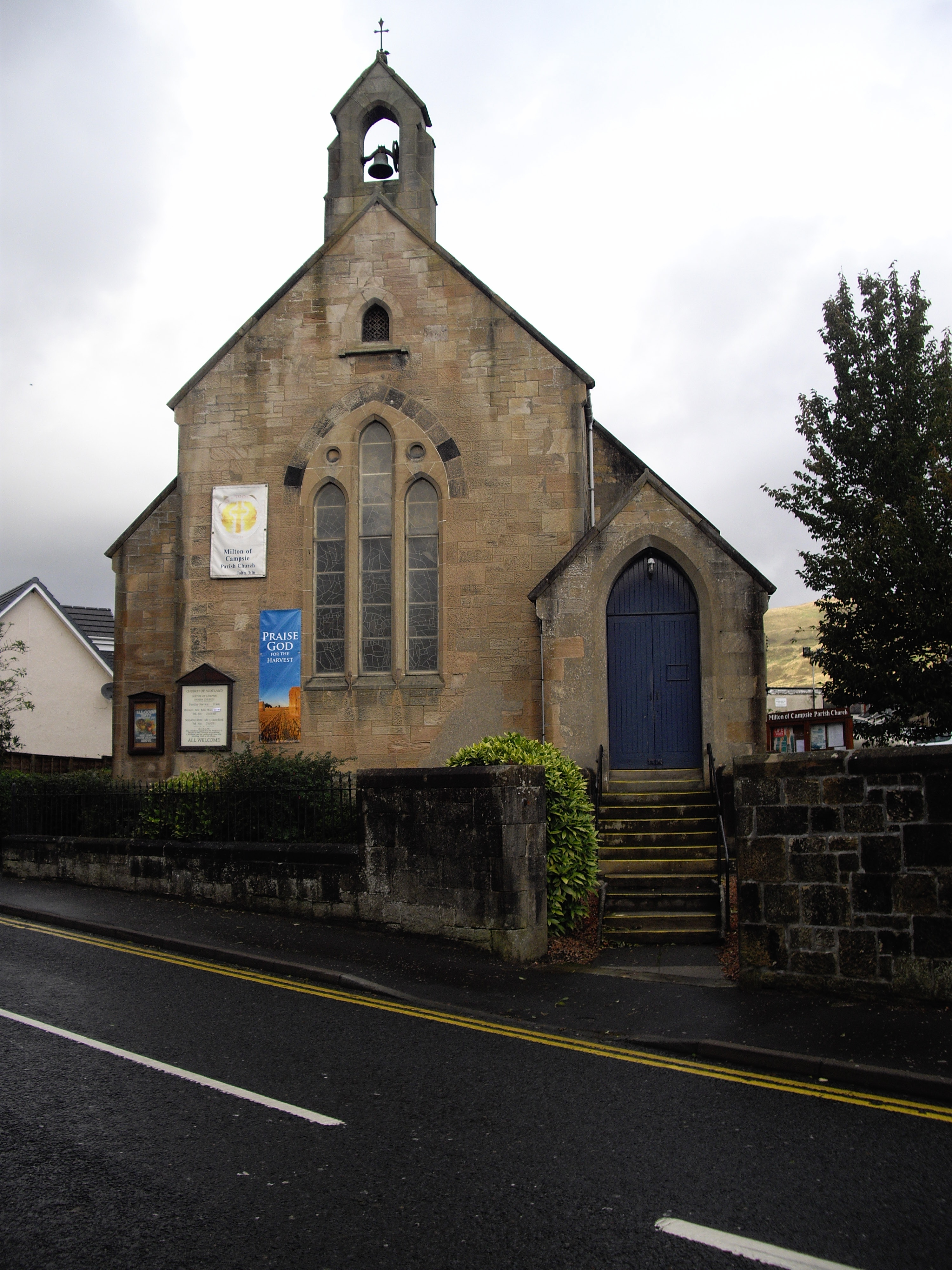
La vieille église paroissiale de Milton of Campsie en 2011

Irvine est né à Clydebank en Écosse le 28 août 1924. Elle commence sa scolarité à l'église paroissiale Jordanvale de Glasgow et quitte l'école à 14 ans pour travailler dans un magasin de plomberie. Plus tard, Irvine se marie et devient femme au foyer.
Des années après, quelqu'un lui fait remarquer qu'elle a des prédispositions d'oratrice. Désirant d'autre part s'engager dans les activités de l'Église d'Écosse, elle acte qu'elle doit néanmoins reprendre les études pour développer ses compétences. Elle décide alors en 1968, après 16 ans de d'inactivité, à changer de vie. Elle suit une première formation à Université de Londres puis une seconde à l'Université de Glasgow.
Dans le cadre de son cursus scolaire, il lui est demandé de se rapprocher d'une paroisse de l'Église d'Écosse et de trouver quelqu'un avec qui elle pourra travailler. Elle saisit l'occasion de travailler avec le joueur de cricket James Aitchison qui est aussi pasteur depuis 34 ans. Alors qu'elle poursuit sa formation, l'Église d'Écosse se prononce sur le principe qu'une femme peut en théorie devenir pasteur.
A la fin de sa formation, elle devient la première femme pasteur d'Écosse en prenant en charge la paroisse Campsie Trinity du village de  Milton of Campsie le 01 juin 1972. En 1988, elle met fin à ses responsabilités religieuses. Durant sa retraite, elle publie son autobiographie "A journey of faith". Elle décède en  2018.